# قلعة القوز
قلعة القوز هي قلعة أثرية تقع في مدينة بانياس الساحليَّة التابعة لمحافظة طرطوس شمال غرب سوريا، باتت اليوم جزءاً من حيّ القوز السكنيّ ببانياس، مع بقاء أجزاءٍ وبقايا قليلةٍ منها. قامت دائرة آثار طرطوس بتسجيل القلعة كموقعٍ أثريٍّ في المحافظة ضمن حملة لها للعناية بالمواقع الأثرية في طرطوس سنة 2012. كان للقلعة سور كبير شُيِّد من الحجارة الكبيرة غير المشذّبة، التي يزن الواحد منها بضعة أطنان، والمبنيَّة بما يُسمَّى الأسلوب الكريتي المربع، إلا أنّ أغلب معالم القلعة وبقاياها قد اندثرت الآن.
بُنِيت قلعة القوز خلال القرن الخامس عشر قبل الميلاد فوق تلّة قرب مدينة بانياس، على مساحة تبلغ نحو 60,000 مترٍ مربَّع، وتنحدر التلّة التي تقوم فوقها القلعة من الشّمال الشرقي إلى الجنوب الغربي، وتطلّ من جهة الشرق والجنوب على وادي نهر بانياس. شُيِّد حول القلعة سورٌ كبيرٌ لا زالت آثاره باقيةً في الجهة الجنوبية شديدة الانحدار والجهة الشمالية، تتخلَّه بوَّابتان وثلاثة أبراج، وتمتدّ بقاياه على مسافة طولها 400 متر. وقد عُثرَ في موقع القلعة على رقمٍ قديمة، هي عبارةٌ عن عقود تاريخية مُوثَّقةٍ بنظام الكتابة والإشهاد، ترجمتها الباحثة الفرنسية سيلفي لاكنباشر ونشرتها في مجلة المركز الوطني للبحوث العلمية الفرنسية. وقد ورد ذكر القلعة تحت اسم أوزا في نقوشٍ هيروغليفية بمعبد الكرنك وكتابات قصر تحتمس الثالث الملكي ورسائل تل العمارنة (رسالة سنة 1377 ق.م من عمونير إلى أخناتون).
يُواجِه الموقع الأثري اليوم مشكلة قيام حيٍّ سكنيٍّ حديثٍ فوق أطلال القلعة القديمة، وقد اتّخذت دائرة آثار طرطوس إجراءً وقائياً لهذه المشكلة، هو الطلب من مجلس مدينة بانياس في سنة 2007 عدم منح أيّ رخص بناءٍ جديدةٍ في موقع القلعة دون الحصول على علمها وموافقتها أولاً. يبلغ عدد سكّان حي القوز الحديث نحو 1,500 نسمة، وهو يتألّف من ثلاث عقارات أساسية، مساحة كلّ منها مئات الدونمات ويتملّك الواحد منها نحو 100 شخص.
أعدَّ الباحث السوري محمد يحيى الأعسر مخططاً تفصيلياً حول قلعة القوز في سنة 1991، وأجرى عدَّة دراسات عنها وعن تاريخها. وبحسب دراسته فإنّ القلعة حُصِّنت تحصيناً قوياً في القرن الخامس عشر قبل الميلاد هو ما تبقَّت منه آثار الأبراج والأسوار حولها، وقد بني نظامها الدفاعيّ بما كان يُعرَف بـالنظام الدائر الدفاعي المزدوج الذي يعتمد في التحصين على أسوارٍ مزدوجة.